# Soko G-2 Galeb
Le Soko G-2 Galeb est un avion militaire yougoslave.

## Historique
Le G-2 Galeb (mouette) était l'avion d'entraînement de base de l'armée yougoslave. Conçu comme entraîneur biplace pour l’académie de l’air mais également comme avion d’attaque léger, l’étude de cet appareil débuta en 1957. Le premier vol de son prototype eut lieu en mai 1961 et sa production démarra en 1963. Il est le premier avion a réaction de conception et de fabrication propre à la Yougoslavie. Soko a produit un total de 248 de ces avions dont 130 ou 132 pour l'Armée populaire yougoslave. 
Quand les guerres de Yougoslavie eurent lieu dans les années 1990, le G-2 fut employé intensivement par le 105e régiment de chasseur-bombardier de l'Armée de l'Air de Yougoslavie.
Lors de l'intervention militaire de 2011 en Libye, un avion de l'armée de l'air libyenne a été détruit par une bombe AASM larguée par un Dassault Rafale de l'armée de l'air française le 24 mars 2011 sur la base aérienne de Misrata alors qu'il venait d'atterrir ,. Cinq sont détruits sur la même base le 27 mars.

## Description
De configuration semblable au Aermacchi MB-326, il est d'ailleurs comme lui, propulsé par un turboréacteur Rolls-Royce Viper. Il est, également comme son homologue italien, munis de réservoirs en bout d'ailes, d'une verrière à basculement latéral et de point d'emport sous la voilure.
Le G-2E était une version d'exportation en service depuis 1974 en Libye et en Zambie. Et une version monoplace d'attaque au sol, désignée J-1 Jastreb, a également été conçue. Une autre version, appelée le RJ-1, fut conçu pour la reconnaissance tactique. En outre, une version d’entraînement biplace TJ-1 fut développée.
La production du Galeb se termina en 1985 et avant la guerre de Yougoslavie, quelques dizaines de Galeb ont été achetés par des marchands américains d'avions de guerre, et plusieurs sont toujours en activité civile aujourd’hui. À noter que l'ancienne patrouille acrobatique yougoslave utilisait le G-2 Galeb. Enfin une version modernisée destinée à l’attaque au sol fut désignée G-4 Super Galeb.

## Variantes
G-2A
Jet d'entrainement avancé biplace ; avion d'attaque léger.
G-2A-E
Version export biplace pour la Libye et la Zambie.
G-2Š
Avion d'entrainement désarmé.
G-3 Galeb-3
Prototype de version export qui vola pour la première fois le 19 août 1970, équipé du turboréacteur BMB (Rolls-Royce/Bristol Siddeley) Viper Mk 532 du J-21 Jastreb, d'un cockpit moderne, une charge offensive doublée, JATO et d'autres modifications.

## Utilisateurs
- Yougoslavie : 130 ou 132, retiré du service
- Libye : 112 ou 116 G2-AE acquis.
- Zambie : 6 G2-AE[3], retiré du service

### Développement lié
- Soko J-21 Jastreb
- Soko G-4 Super Galeb

### Aéronefs comparables
- Aero L-29 Delfín
- BAC Jet Provost
- Fouga Magister
- Aermacchi MB-326
- PZL TS-11 Iskra
- Hispano HA-200
- Lockheed T-33 Shooting Star